# Davíð Oddsson
Davíð Oddsson (Reikiavik, Islandia, 17 de enero de 1948) es un ex primer ministro y político islandés. 
Precidió el país durante la liberalización y apertura económica de Islandia. De acuerdo con datos de la OECD, y a pesar de ser un país pequeño, los islandeses son una de las poblaciones más ricas del mundo.
Fue alcalde de Reikiavik y primer ministro de Islandia entre 1991 y 2004. Estar en ese cargo por más de diez años lo convirtió en el primer ministro de Europa con el mandato más extenso.

## Trayectoria
Se graduó del Colegio de Reikiavik en 1970. En 1976, obtuvo una licenciatura en derecho de la Universidad de Islandia.
Sus puestos anteriores a convertirse en primer ministro fueron jefe administrativo del Teatro de Reikiavik para el período entre 1970 y 1972, periodista parlamentario para el periódico Morgunblaðið entre 1973 y 1974, empleado de la empresa editorial Almenna bókafélagið entre 1975 y 1976, administrador del Fondo del Seguro para la Salud de Reikiavik entre 1976 y 1978, presidente del Comité Ejecutivo del Festival de Bellas Artes de Reikiavik entre 1976 y 1978, director administrativo del Fondo del Seguro para la Salud de Reikiavik entre 1978 y 1982, alcalde de Reikiavik entre 1982 y 1991 y miembro del Parlamento desde abril de ese año. Fue primer ministro de Islandia desde abril de 1991.
Es miembro de la municipalidad de Reikiavik desde 1974. Miembro del Comité Ejecutivo de la Municipalidad de Reikiavik desde 1980 y presidente desde 1982.
También estuvo relacionado con los medios de comunicación, de esta manera fue coproductor de programas radiales para el Servicio de Televisión del Estado desde 1968 hasta 1975. fue además coautor de dos dramas teatrales, Para el beneficio de mi país (en el Teatro Nacional desde 1974 hasta 1975) y Confabulaciones islandesas (en el Teatro de Reikiavik desde 1975 hasta 1976). Fue autor de cuatro dramas para la televisión, del ensayo El Movimiento de Independencia (1981), y traductor del libro Estonia - a Small Nation Under the Yoke of Foreign Power escrito por Anders Küng en 1973. Escribió la novela Un par de días sin Gudný, que publicó en 1997.
Otras posiciones fueron en la Junta Directiva de la Federación de la Juventud del Partido de la Independencia desde 1973 hasta 1975; en el Comité Ejecutivo del Partido de la Independencia desde 1979; vicepresidente del Partido de la Independencia desde 1989 hasta 1991, y presidente desde 1991 hasta 2005.
Está casado con Ástríður Thorarensen, una enfermera graduada de la Universidad de Islandia. La pareja tiene un hijo, Þorsteinn Davíðsson, nacido el 12 de noviembre de 1971 el cual es un abogado graduado de la Universidad de Islandia.